# アルマンド・オレフィチェ
アルマンド・オレフィチェ（西: Armando Oréfiche、1911年6月5日 - 2000年11月24日）はキューバの作曲家／ピアニスト。ハバナ生まれで、1913年生誕説もある。
大作曲家エルネスト・レクオーナの招きでヨーロッパやアメリカでも名を馳せた歴史的バンド、レクオーナ・キューバン・ボーイズのピアニストとなった人物。1932年から1954年の全盛期に世界を駆け巡り、数多くの名曲を残した。1955年には自身のバンド、ハバナ・キューバン・ボーイズを結成した。
ブラジルのシンガーソングライター、カエターノ・ヴェローゾは、1994年のアルバム「粋な男 (Fina Estampa)」で彼の曲「青いルンバ (Rumba Azul)」をカヴァーしている。

## ディスコグラフィー

### アルバム
- Su Piano Y Su Ritmo (1961)
- Son Piano Et Ses Rythmes (不明)
- Armando Orefiche y su Havana Cuban Boys (不明)

### シングル、EP
- A Mi Primer Amor (1962)
- Alfileres Negros  (1967)
- Cocktail Aus Cuba (不明)

### コンピレーション・アルバム
- Armando Oréfiche 1951-1961 (1998)